# Falsotrachystola
Falsotrachystola is een kevergeslacht uit de familie van de boktorren (Cerambycidae). De wetenschappelijke naam van het geslacht werd voor het eerst geldig gepubliceerd in 1950 door Breuning.

## Soorten
Falsotrachystola omvat de volgende soorten:
- Falsotrachystola asidiformis (Pic, 1915)
- Falsotrachystola torquata Holzschuh, 2007